# Luis Politti
Luis Politti (Mendoza, 8 de abril de 1933-Madrid, 14 de julio de 1980) fue un actor argentino de teatro, cine y televisión. Inició su carrera actoral en su país y la continuó a partir de 1976 en condición de exiliado en México y España, donde falleció prematuramente a causa de una hepatitis. 
Por su actuación en la película Los gauchos judíos recibió el Premio al Mejor Actor de 1975 otorgado por la Prensa Latina de Nueva York.

## Biografía
Después de terminar sus estudios primarios ingresó al colegio secundario y en forma simultánea estudió piano, trompeta y contrabajo en la Escuela de Música de la Universidad Nacional de Cuyo. 
En 1954 el director de esta Escuela, Luis La Vía, estimuló a Politti para estudiar actuación. Comenzó a trabajar en radionovelas, actuó en circos e hizo algo de títeres. También inició estudios de teatro con Galina Tomalcheva al mismo tiempo que ingresaba a la Escuela Superior de Arte Escénico de la Universidad Nacional de Cuyo donde estudió actuación durante cuatro años. Trabajó en la televisión y el teatro provinciales y en 1966 viajó a Buenos Aires con una beca del Fondo Nacional de las Artes. Allí trabajó en el teatro en la obra El vicario de Rolf Hochhuth y poco tiempo después debutó en la televisión nacional con un pequeño papel en Las tres caras de Malvina. 
Entre 1968 y 1973, integró el elenco estable del Teatro Municipal General San Martín, donde actuó en once obras de teatro. Entre ellas, La cabeza del dragón y Romance de lobos, ambas de Ramón del Valle Inclán; Ivonne, princesa de Borgoña de Witold Gombrowicz; Macbeth de Shakespeare y Antígona Vélez de Leopoldo Marechal. 
Se inició en el cine con pequeños papeles en Turismo de carretera y Ufa con el sexo, ambas dirigidas por Rodolfo Kuhn en 1968. Le siguió otra corta aparición que realizó a título de colaboración en Los traidores (1971/2), de Raymundo Gleyzer, una película rodada en la clandestinidad y no estrenada comercialmente.
En 1973 y 1974 siguió filmando a las órdenes de conocidos directores como Leopoldo Torre Nilsson, Mario Sabato y Luis Puenzo. Fue llamado entonces por el director Sergio Renán para actuar en la película La tregua junto a Héctor Alterio. La película tuvo una masiva aceptación del público, fue invitada al Festival Internacional de cine de San Sebastián y llegó a ocupar una de las cinco nominaciones de la Academia de las Artes y las Ciencias Cinematográficas de Hollywood en el rubro Mejor Film en Idioma Extranjero.
En 1975 personificó al resero Remigio Calamaco de Los gauchos judíos, dirigido por Juan José Jusid, obteniendo por su actuación el Premio al Mejor Actor de ese año otorgado por la Prensa Latina de Nueva York. Ese mismo año actuó en La Raulito dirigido por Lautaro Murúa, interpretando al diariero que da trabajo y alberga a la protagonista, y que fallidamente intenta mantener una relación sentimental con ella. Esta película tuvo mucha difusión en la Argentina y en España, hecho este último que hizo conocer a Politti en dicho país. Ese mismo año tuvo el papel más importante hasta ese momento en Solamente ella, de Lucas Demare, pero la película no tuvo buena acogida. 
Las últimas dos películas que Politti filmó en Argentina fueron Tiempos duros para Drácula de Jorge Darnell, que nunca se exhibió en su país aunque sí tuvo un estreno comercial en España y No toquen a la nena, película de Juan José Jusid sobre libreto de Jorge Goldemberg y Oscar Viale. Esta película mostraba en tono de sátira las reacciones de una familia tradicional integrada por Politti como el padre, María Vaner como la madre, Pepe Soriano como el abuelo y Gustavo Rey y Patricia Calderón como los hijos, al enterarse del embarazo de su hija soltera. Para el estreno se debió realizar una larga negociación con las autoridades responsables de la censura ya que se había producido en Argentina el golpe de Estado del 24 de marzo de 1976 y para cuando fue autorizado muchos de los integrantes del elenco se habían ido del país. 
El 21 de junio de 1976, Politti fue secuestrado durante treinta y seis horas y torturado psicológicamente por las fuerzas represivas. Esta detención se originó, aparentemente, en su breve participación personificando al general Alejandro Lanusse, quien había sido presidente de facto de la nación, en la película Los traidores de Raymundo Gleyzer, quien desde la misma época se encuentra en la condición de desaparecido. Lautaro Murúa, que era el otro actor de esa película estuvo a punto de ser secuestrado y logró escapar del país tras pasar una semana en la clandestinidad. Durante su exilio declaró ante Amnistía Internacional sobre los simulacros de fusilamiento sufridos en un garaje conocido como el Jardín frente a unas vías de ferrocarril y en donde compartió el cautiverio con otros artistas y uruguayos y paraguayos como las enfermeras Laura Salvo y Lidia Notario, un médico llamado Alejandro y el matrimonio de Graciela y Edilberto Soto. En ese lugar luego desde el exilio se sabría también habrían estado los actores Luis Brandoni y Martha Bianchi. 
Dos días después de su liberación se exilió en México, donde permaneció alrededor de un año, y luego en España donde volvió a su trabajo en cine, teatro y televisión. 
En el cine español actuó en 1977 en Las truchas con la dirección de José Luis García Sánchez y en La escopeta nacional dirigida por Luis García Berlanga. En 1978 lo hizo en Hierba salvaje dirigido por Luis María Delgado, en Con uñas y dientes de Paulino Viota y El corazón del bosque dirigido por Manuel Gutiérrez Aragón. En 1979 trabajó en Tierra de rastrojos de Antonio Gonzalo, F.E.N. (Formación del Espíritu Nacional) dirigido por Antonio Hernández, Cuentos eróticos (episodio: La Tilita) de Josefina Molina. En 1980 actuó en Sus años dorados de Emilio Martínez Lázaro, El hombre de moda dirigido por Fernando Méndez-Leite, Dedicatoria de Jaime Chávarri y El nido dirigido por Jaime de Armiñán, junto a Héctor Alterio.
Para la televisión española participó –entre otros trabajos- en Rosaura a las diez de Marco Denevi; Esta noche, tampoco de José López Rubio y en 1979 personificó al borrachín Alfred Doolittle en Pigmalión de Bernard Shaw, junto a Marilina Ross y con dirección de José Antonio Páramo. 
Su única labor teatral en España fue en abril de 1980 en el Centro Dramático Nacional, Teatro María Guerrero, de Madrid con Motín de brujas, del catalán Josep Maria Benet y su elenco de primeras actrices: Carmen Maura, Marisa Paredes, Julieta Serrano y María Asquerino. 
El 14 de julio de 1980 falleció en Madrid, a raíz de una hepatitis. 
Sus cuatro hijos se dedican a disciplinas artísticas. Sergio: plástica; Andrea y Carolina: actuación; Livia: danza.

## Filmografía de Luis Politti
- El hombre de moda (1980). Dirigido por Fernando Méndez-Leite.
- El nido (1980). Dirigido por Jaime de Armiñán.
- Tierra de rastrojos (1980). Dirigido por Antonio Gonzalo.
- Cuentos eróticos (1980) (Episodio La Tilita) dirigido por Josefina Molina.
- F.E.N. (1980) Formación del espíritu nacional (1980) Dirigido por Antonio Hernández.
- Sus años dorados (1980). Dirigido por Emilio Martínez-Lázaro.
- Dedicatoria (1980). Dirigido por Jaime Chávarri.
- Operación Ogro (1979). Dirigida por Gillo Pontecorvo.
- Hierba salvaje (1979) Dirigido por Luis María Delgado.
- El corazón del bosque (1979). Dirigido por Manuel Gutiérrez Aragón.
- La escopeta nacional (1978). Dirigido por Luis García Berlanga.
- Las truchas (1978). Dirigido por José Luis García Sánchez.
- Vota a Gundisalvo (1977) Dirigido por Pedro Lazaga.
- Con uñas y dientes (1977). Dirigido por Paulino Viota.
- No toquen a la nena (1976). Dirigido por Juan José Jusid.
- Tiempos duros para Drácula (1976) Dirigido por Jorge Darnell.
- La película (1975). Dirigida por José María Paolantonio.
- Solamente ella (1975). Dirigido por Lucas Demare.
- La guerra del cerdo (1975). Dirigido por Leopoldo Torre Nilsson.
- La Raulito (1975). Dirigido por Lautaro Murúa.
- Los gauchos judíos (1975). Dirigido por Juan José Jusid.
- La tregua (1974). Dirigido por Sergio Renán.
- Boquitas pintadas (1974). Dirigido por Leopoldo Torre Nilsson.
- Los golpes bajos (1974). Dirigido por Mario Sabato.
- Luces de mis zapatos (1973) Dirigida por Luis Puenzo.
- Los siete locos (1973). Dirigido por Leopoldo Torre Nilsson.
- Los traidores (No estrenado comercialmente 1972). Dirigido por Raymundo Gleyzer.
- Ufa con el sexo (inédita - 1968). Dirigido por Rodolfo Kuhn.
- Turismo de carretera (1968). Dirigido por Rodolfo Kuhn.

## Actuaciones en televisión
- En España.
- Estudio 1 (episodio Esta noche tampoco 1979)
- Escrito en América (episodio Cadáveres para la publicidad 1979)
- En Argentina.
- Mundos opuestos (1975)
- El inglés de los güesos (1975)
- Historias de medio pelo (1974)
- Alguien como usted (1973)
- Rolando Rivas, taxista (1972)
- Yo compro esta mujer (1968)
- Las tres caras de Malvina (1963)